# Mimancylistes malaisei
Mimancylistes malaisei là một loài bọ cánh cứng trong họ Cerambycidae.